# 多毛须蕊铁线莲
多毛须蕊铁线莲（学名：Clematis pogonandra var. pilosula）为毛茛科铁线莲属下的一个变种。

## 扩展阅读
- 維基物種上的相關：多毛须蕊铁线莲